# 雙生星
雙生星（英語：(65803) Didymos，臨時名稱 1969 GT是一個次公里級小行星和雙星系統，被歸類為潜在危險小行星和近地天體的阿波羅型小行星。這顆小行星於1996年由太空監視在基特峰國家天文台]進行的調查發現，其160米長的小行星衛星命名為雙衛一於2003年被發現。由於其聯星的性質，這顆小行星現時被命名為雙生星，即希臘「雙胞胎」的單詞。
雙生星的衛星，雙衛一是DART任務的標靶。該任務旨在通過與航天器碰撞來測試避免小行星撞擊的可行性，而該任務的飛越部分，立方衛星LICIACube見證了撞擊。

## 發現

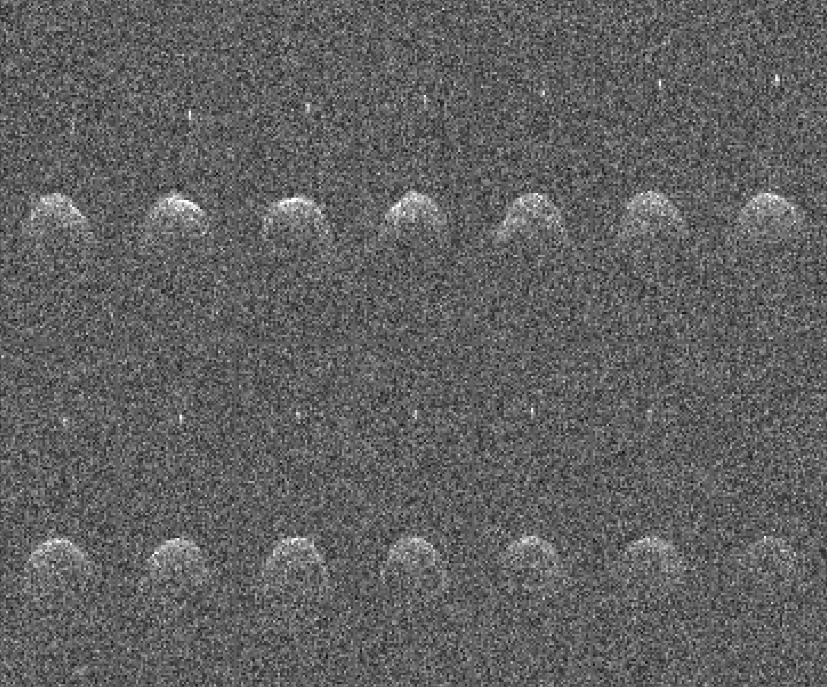
阿雷西博天文台於2003年拍攝的「雙生星」及其衛星雙衛一的雷達影像。

「雙生星」是由亞利桑那大學斯圖爾德天文台和月球與行星實驗室的太空監視使用其在基特峰國家天文台0.9米望遠鏡進行的調查，於1996年4月11日發現的。其他人發現了這顆小行星的聯星性質；對聯星的懷疑首先出現金石深太空通信通訊網，因為來自它的都卜勒雷達回波都有延遲的現象。於2003年11月23日通過分析光學的光變曲線以及阿雷西博雷達成像得到了證實。

## 軌道性質
雙生星每770天（2年1個月）繞太陽運行一次，距離為1.0-2.3AU。它的軌道離心率為0.38，相對於黃道的傾角為3°。現時，地球軌道和雙生星軌道之間的最小距離為0.04 AU（6.0 × 106 km），但會隨著小行星受到的攝動而改變。2003年11月，它距離地球718萬公里；它要到2123年11月才會再次靠近地球，距離為586萬公里。雙生星偶爾也會非常接近火星：它將於2144年7月以468萬公里的距離飛越火星。即使是2184年10月的接近地球，其不確定性區域也大致為±1343 km。
雙生星有三分之一的時間在近地小行星（NEA）的區域運行，那裡更有可能發生撞擊。這意味著大約每7.3萬至8.4萬年，就會有一個物體以DART任務撞擊其衛星的能量撞擊雙生星。雙生星的NEA壽命中位數為800萬至1,000萬年，可能已經受到數十次撞擊。

## 物理性質

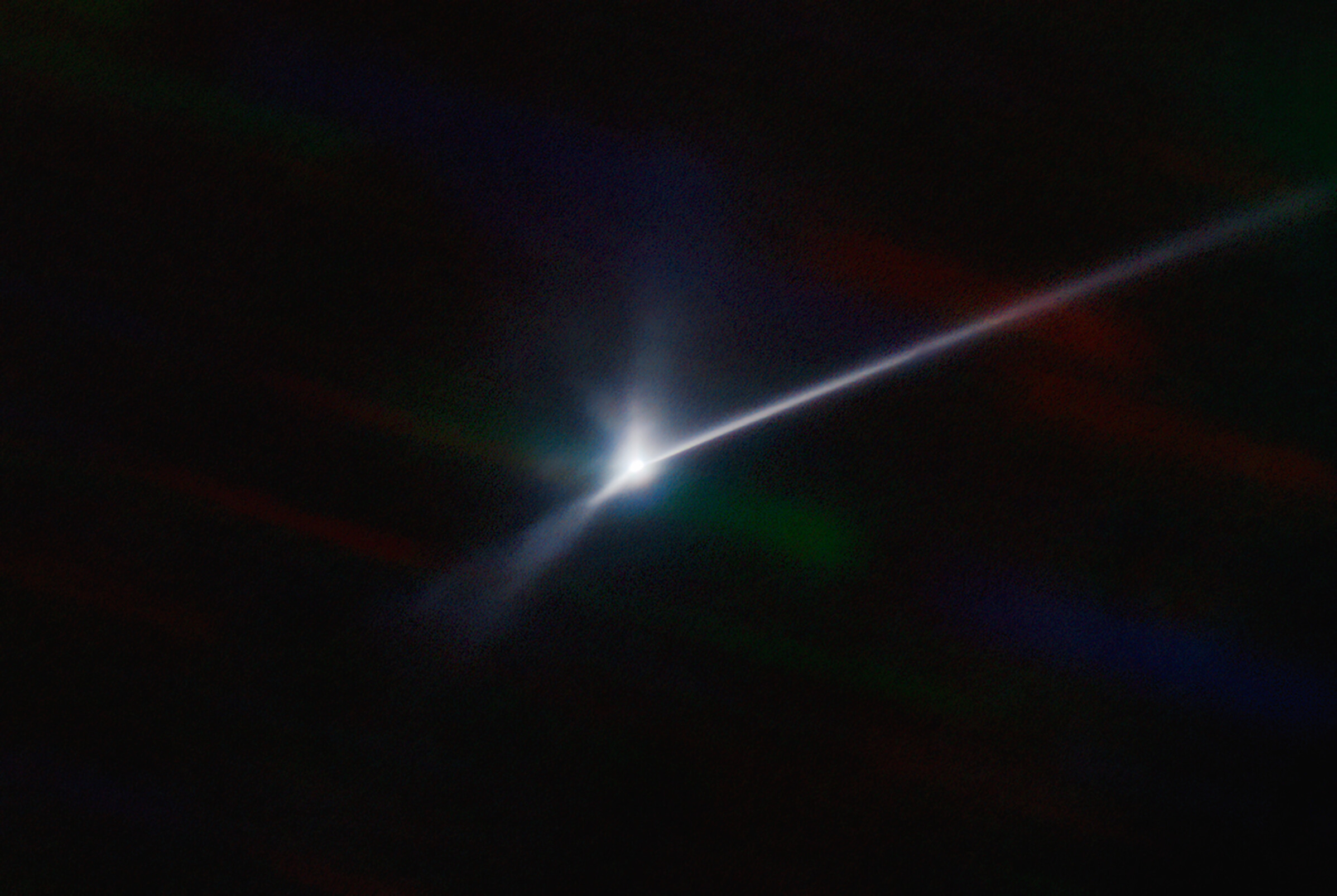
DART撞擊後兩天，南方天文物理研究望遠鏡對雙生星的塵埃噴出物和尾部進行了彩色成像。

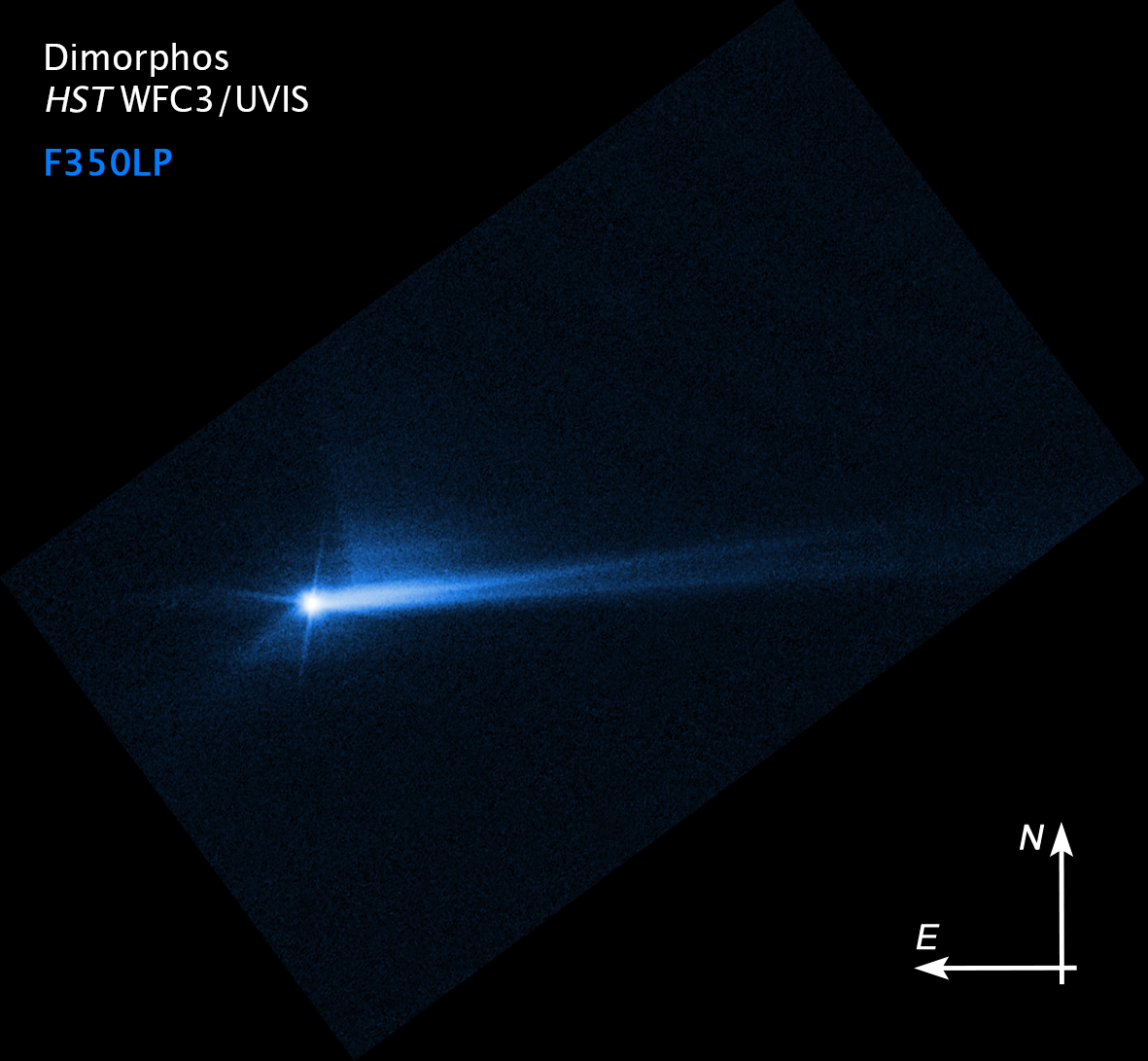
DART撞擊後12天，哈伯太空望遠鏡拍攝到雙生星的雙尾。

在SMASS分類中，雙生星被歸類為Xk型小行星，這是從X型衍生出來的罕見K-型小行星。隨後的可見光和近紅外光譜表明，它本質上是矽酸鹽，這也使它成為一顆石質S-型小行星。它的自轉非常快，週期為2.26小時，亮度變化很小，僅為0.08星等（U=3/3），這表明主體具有近似球形的形狀。雷達觀測證實了這種球狀，表明由於其快速旋轉，它是扁球體。

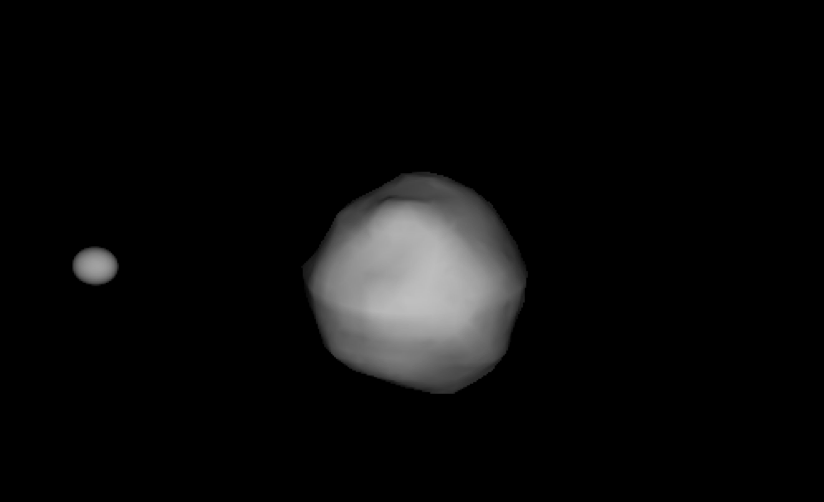
基於光變曲線和雷達數據建立的雙生星和它的衛星雙衛一（Dimorphos）的形狀模型。

### 衛星

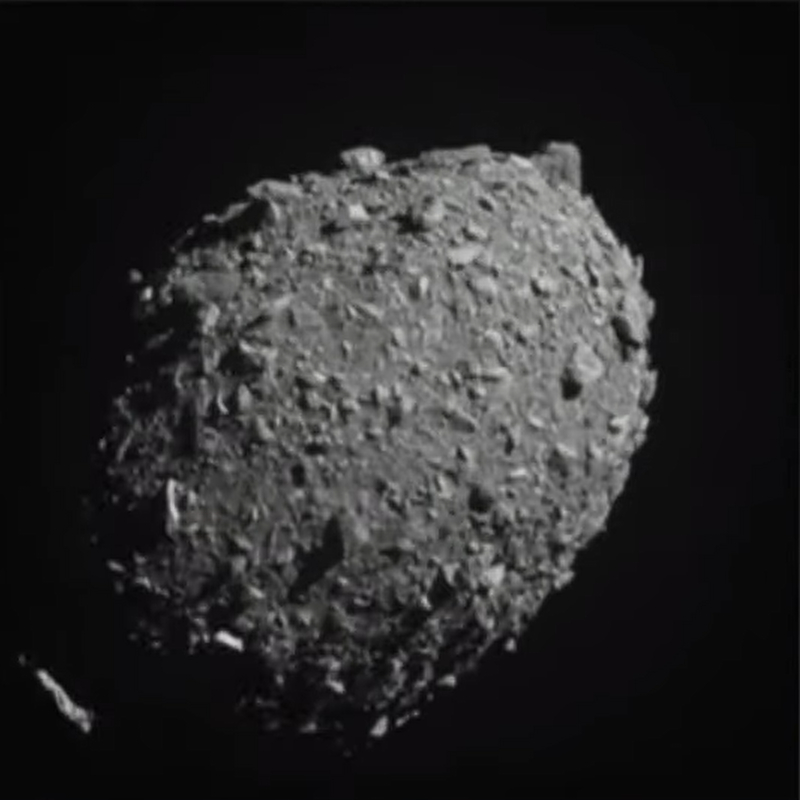
DART主探測器於撞擊前30秒拍攝的雙衛一圖片。

雙生星是一顆聯星小行星，其軌道上有一顆衛星。小行星衛星，名稱為雙衛一，在大致圓形的逆行軌道上移動，軌道週期為11.9小時 。量測它的直徑大約為 160（520英尺），而與直徑為780（2,560英尺）的主星比較，平均直徑比率為0.22。它以前以其臨時名稱 「S/2003 (65803) 1」而聞名，並被非正式地稱為「Didymoon」或「Didymos B」。

## 命名
這顆小行星因為原先以為是對雙星，所以被命名為雙生星，是希臘語中的雙胞胎之意。這名稱是在該天體的雙星性質被發現後，由發現者，亞利桑那大學月球和形星實驗室的天文學家約瑟夫·L.（Joseph L.）建議，並由"喬"蒙塔尼向國際天文學聯合會提出。核准的命名說明刊登於2004年7月13日出版的MPC52326號。
小行星衛星的名字來自"Dimorphos"（雙衛一），在希臘語的意思是"有兩種形式" 。這個名字的涵義表示在雙小行星重定向測試（Double Asteroid Redirection Test，簡稱DART）太空船撞擊之後，這顆衛星的軌道將發生如何的變化。將具有雙重性的雙衛一做為測試的目標和未來行星保護藍圖的一部分，是適當的。衛星的名字是由在塞薩洛尼基亞里士多德大學的行星科學家克利奧梅尼斯·齊加尼（Kleomenis Tsiganis）建議的。

## 探勘计划

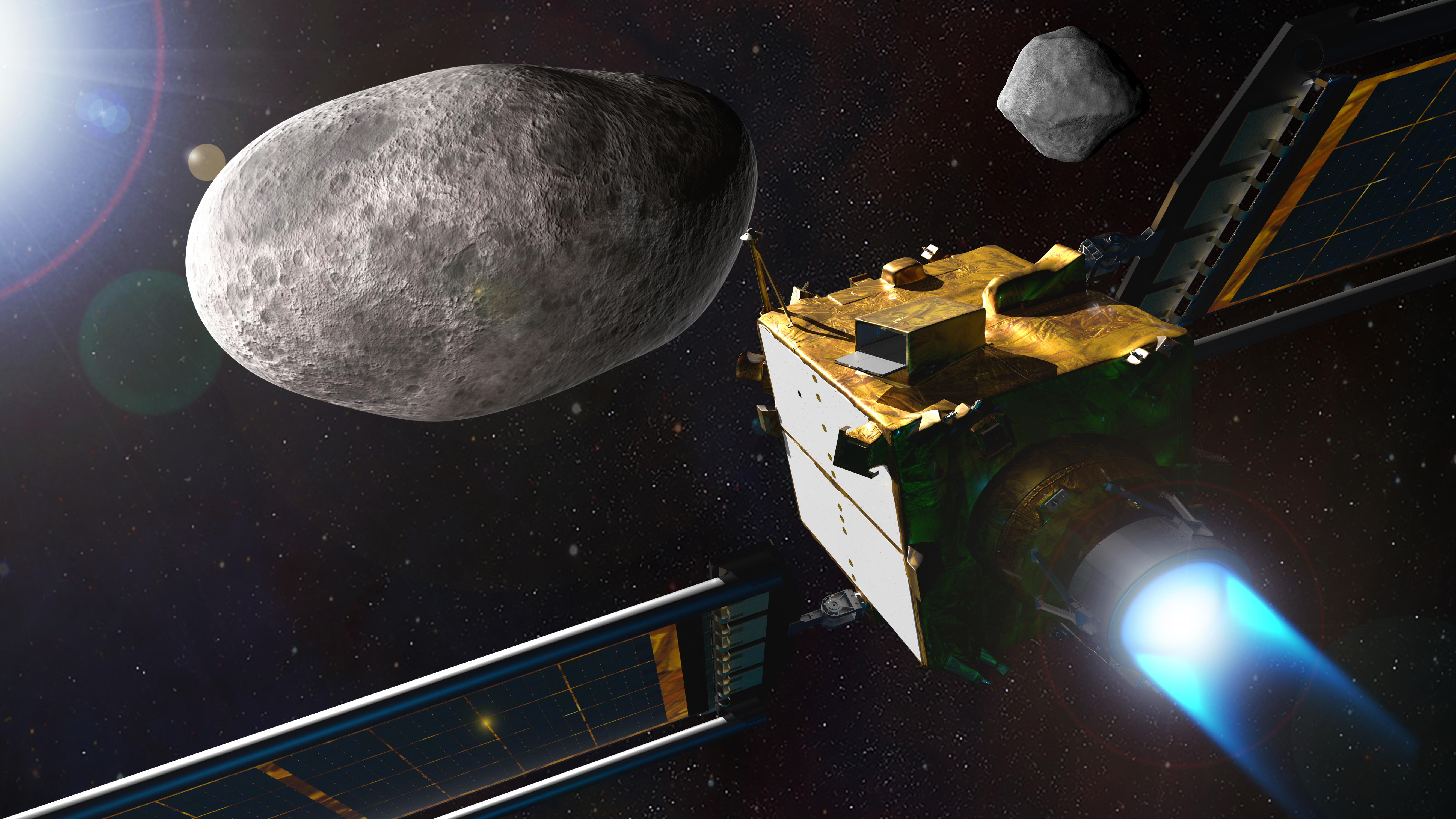
藝術家想想中的雙小行星改道測試（DART，飛鏢）太空船。

雙生星是歐洲太空總署（ESA）和美國國家航空暨太空總署（NASA）合作的艾達任務（小行星撞擊與偏轉評估任務）研議的機器人撞擊目標。而歐洲的太空船還在（Hera還在建議階段，美國太空總署就宣布它將繼續執行任務的撞擊部分，稱為雙小行星改道測試，或稱為"DART"（飛鏢）的部分。美國太空總署的任務旨在測試太空船的撞擊能否成功偏轉會與地球碰撞的小行星行進方向。飛鏢將是第一個刻意瞄準已知有小行星衛星的太空船（伽利略號曾經拜訪的艾達，被發現有衛星是意外的驚喜）。雙生星的大小是從地球最容易抵達的小行星，太空船只要有每秒5.1公里的速度差就可以交會，而到達月球需要每秒6.0公里的速度差。飛鏢於2021年11月發射，預計將於2022年10月撞擊目標。 歐洲太空總署的Hera任務在2019年11月獲准，預計在2024年發射，並將於2027年抵達雙生星。它將測量飛鏢撞擊的動態影響，並測量飛鏢造成的撞擊坑特徵。

## 註解
1. 1 2
2. ↑  奈杜等人（2020）根據黃道坐標給出雙生星的北極方向，此處「λ」 是黃經和「β」是黃緯[4]。（p. 12）「β」是與黃道平面的角度偏移，而相對於黃道的傾角「i」，是與黃道北極在「β」=+90°處的角度偏移；「i」相對於黃道，將是「β」的補角[8]。因此，有鑒於「β」= –84°，相對於黃道「i」= 90° – (–84°) = 174°。
3. ↑  Lightcurve plots of 65803 Didymos, Palmer Divide Observatory, B. D. Warner

## 外部連結
- Asteroids with Satellites（页面存档备份，存于）, Robert Johnston, johnstonsarchive.net
- Dictionary of Minor Planet Names, Google books
- Discovery Circumstances: Numbered Minor Planets (65001)-(70000) （页面存档备份，存于） – Minor Planet Center
- 雙生星 at NeoDyS-2, Near Earth Objects—Dynamic Site
  - Ephemeris · Obs prediction · Orbital info · MOID · Proper elements · Obs info · Physical info · NEOCC
- NASA JPL小天體瀏覽器上的雙生星